# Рябов В'ячеслав Георгійович
В'ячеслав Георгійович Рябов (нар. 21 червня 1989, Кривий Ріг, Дніпропетровська область, УРСР) — український футболіст, півзахисник «Кривбасу» (Кривий Ріг).

## Кар'єра гравця
Ігрову кар'єру починав в криворізькому «Кривбасі». З літа 2007 року грав у команді дублерів. Перший матч - 13 липня проти дублерів «Дніпра». Всього в турнірі дублерів, а пізніше - в молодіжній першості за «Кривбас» зіграв 89 матчів, забив 5 голів. Був одним з лідерів «молодіжки».
16 травня 2009 року футболіст провів матч в Прем'єр-лізі. І знову дебют випав на поєдинок з «Дніпром». У домашній грі з дніпрянами Рябов вийшов на поле на 60-ій хвилині замість свого партнера по дублю Віталія Павлова.
4 березня 2011 року в грі за дубль проти «Оболоні» Рябов невдало приземлився на руку, отримавши перелом. Після цього близько трьох місяців проходив з гіпсом, а до тренувань футболіст зміг приступити тільки на початку наступного року. Навесні 2012 року Геннадій Приходько запропонував Рябову, який пропустив майже рік через травму, пограти в другій лізі за «Гірник». Футболіст погодився, близько місяця перебував на перегляді, а потім представники криворізьких команд домовилися про оренду футболіста до завершення року. Навесні наступного року клуб уклав з Рябовим повноцінний контракт. Разом з командою Рябов в сезоні 2013/14 років завоював путівку в першу лігу.